# Bolidens kommunala realskola
Bolidens kommunala realskola var en kommunal realskola i Boliden verksam från 1951 till 1963.

## Historia
Skolan bildades som en högre folkskola 1946 men där realexamen togs vid Skellefteå läroverk. 1951 ombildades denna till en kommunal mellanskola vilken ombildades till kommunal realskola 1 juli 1952.
Realexamen gavs från 1951 till 1963.